# 리처드 닐 (배우)

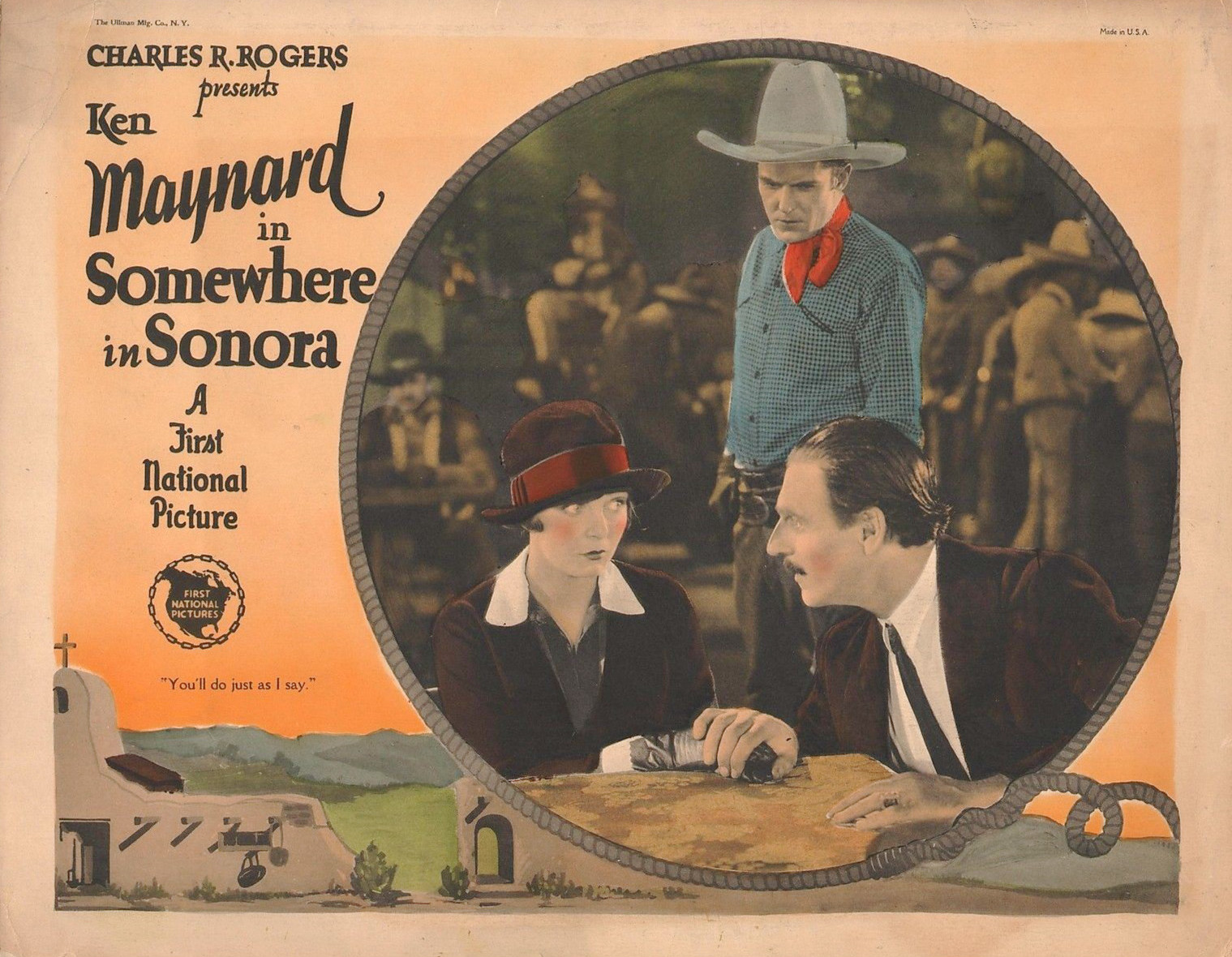

리처드 닐(Richard Neill, 1875년 11월 12일 ~ 1970년 4월 8일)은 미국의 배우이다.
필라델피아에서 태어났으며 우들랜드힐스에서 사망하였다.

## 영화
- 교배 기간 (1951년)
- 내일을 위한 길 (1937년)
- 제너럴 스팬키 (1936년)
- 차지 오브 더 라이트 브리게이드 (1912년)